# Leo Kowalski
Leo Kowalski (* 14. April 1911 in Köln; † 19. Januar 1986 in Köln-Lindenthal) war ein deutscher Komponist und Pianist. Bekannt wurde er als „Radio-Pianist“, ein Beruf, den es heute nicht mehr gibt.

## Leben und Wirken
Leo Kowalski, dessen Vater ein polnischer Geiger war (seine Mutter war Kölnerin), war am Klavier so begabt, dass er nach dem Abitur einen Freiplatz an der Musikhochschule bekam. Gleichzeitig spielte er schon ab 1931 im Radio für die neu gegründete Westdeutsche Rundfunk AG (WERAG), da die Radio-Musik dieser Zeit noch weitgehend live gespielt wurde.
Auch nach dem Zweiten Weltkrieg erhielt Leo Kowalski die Stelle als Hauspianist erst beim NWDR Köln und dann bei dessen Rechtsnachfolger, dem WDR. Von 1947 bis zu seiner Pensionierung 1976 war er fast täglich auf dem Sender zu hören. Er begleitete die Morgengymnastik und spielte Jazz in Sendungen wie Der frohe Sonntagnachmittag. Ab 1967 improvisierte er Überleitungen zwischen den nun vom Band abgespielten Musiktiteln und untermalte die Veranstaltungshinweise auf WDR 2.
Darüber hinaus war er für seinen Sender auch als Hörspielkomponist tätig. So schrieb er unter anderem die Musik für die Reihen Geschichten vom Kater Musch (1958–1963) und Wat dä Schmitzens all passeet (1960–1974).
Kowalski begleitete auch Chanson-Sängerinnen wie Ursula Herking und Iska Geri. Mit dem Sänger und Texter Willy Schneider hatte er als Komponist große Erfolge. Mitunter bediente er in Kölner Kirchen aushilfsweise die Orgel.
Er war mit Irmgard Maria Kowalski, geborene Günther (* 1921) verheiratet. Die gemeinsame Tochter Gaby (1951–1991) war Sprecherin beim WDR.
In Köln-Lövenich (Stadtbezirk Lindenthal) ist im Jahre 2012 eine Straße nach ihm benannt worden.

## Filmografie
- 1955: Unter einem Regenschirm... - Eine kleine Traumreise durch verregnete Zeitläufe (Komposition) – Regie: Günter Fiedler (Fernsehshow)

## Hörspiele (Auswahl)
- 1953: Alexander Spoerl: Der Hammer (Komposition) – Regie: Wilhelm Semmelroth (Hörspielbearbeitung, Kriminalhörspiel – NWDR Köln)
- 1957: Willi Ostermann: Familienklatsch bei Ostermanns (Dirigent) – Regie: Hermann Pfeiffer (Hörspielbearbeitung – WDR)
- 1958–63: Ellis Kaut: Geschichten vom Kater Musch (Hörspielreihe; Komposition) – Regie: Fritz Peter Vary; Heinz Dieter Köhler (1 Folge) (Original-Hörspiele, Kurzhörspiele, Kinderhörspiele – WDR)
- 1958: Lis Böhle: Wat litt uns an zehndausend Daler? Hörspiel nach einer wahren Begebenheit (Komposition) – Regie: Fritz Peter Vary (Originalhörspiel, Mundart-Hörspiel – WDR)
- 1959: Silvia Gut: Kasperle ist wieder da: Der Schatz im Korb. Eine Sendung für die Kleinsten (Komposition) – Regie: Nicht angegeben (Hörspielbearbeitung, Kurzhörspiel, Kinderhörspiel – WDR)
- 1960–74: Lis Böhle: Wat dä Schmitzens all passeet. Rheinische Hörspiele (Hörspielreihe; Komposition) – Regie: Fritz Peter Vary; Heinz Dieter Köhler; Leopold Reinecke; Franz Zimmermann (Originalhörspiele, Mundarthörspiele – WDR)
- 1961: Jakob Lorey: Dampfeisenbahnschrankenwärter Bumke (Komposition) – Regie: Fritz Peter Vary (Originalhörspiel, Kurzhörspiel, Kinderhörspiel – WDR)
- 1962: Jean Jenniches: Der liebe Anton (Komposition) – Regie: Hermann Pfeiffer (Originalhörspiel, Mundarthörspiel – WDR)
- 1962: Lis Böhle: Hauptbedingung: Schwatze Locke. Rheinisches Hörspiel (Komposition) – Regie: Fritz Peter Vary (Originalhörspiel, Mundarthörspiel – WDR)
- 1965: Jean Jenniches: De nöhkste Verwandte. Rheinisches Hörspiel (Komposition) – Regie: Fritz Peter Vary (Originalhörspiel, Mundarthörspiel – WDR)
- 1969: John W. Wainwright: Der Mörder der Emma Forcett (6 Teile) (Komposition) – Regie: Otto Kurth (Originalhörspiel, Kriminalhörspiel – WDR)
- 1969: Lise-Lotte Kaven: Kölsch mit Genever (Komposition) – Regie: Leopold Reinecke (Mundarthörspiel – WDR)
- 1973: Theo Rausch, Hermann Bredehöft: De fotte Kaiserkett. Hörspiel in Kölner Mundart (Komposition) – Regie: Leopold Reinecke (Originalhörspiel, Mundarthörspiel – WDR)
- 1982: Heinrich Spoerl: Die weiße Weste (Komposition, Pianist) – Regie: Leopold Reinecke (Hörspielbearbeitung – WDR)